# Lisa Raymond
 (Norristown, 10 agosto 1973) è un'allenatrice di tennis ed ex tennista statunitense che ha giocato prevalentemente come doppista; in tale specialità vanta infatti la maggior parte delle sue vittorie (11 vittorie nello Slam delle quali 6 nel doppio femminile e 5 in quello misto), compresa la medaglia di bronzo nel doppio misto al torneo olimpico di Londra nel 2012 in coppia con Mike Bryan; dichiaratamente lesbica, fu a lungo legata sentimentalmente alla sua compagna di doppio, l'australiana Rennae Stubbs.
La sua miglior classifica di doppio è il 1º posto raggiunto il 12 giugno 2000, mentre in singolo vanta il 15º posto raggiunto a ottobre 1997; in quest'ultima specialità conta la vittoria in 4 tornei e l'eliminazione di avversarie titolate come Venus Williams e Martina Hingis.
Professionista dal 1993, con la presenza agli US Open 2011 stabilì il record di partecipazioni consecutive in tale torneo, per la prima volta disputato nel 1989 da dilettante, anche se come numero di partecipazioni totali è seconda dietro a Martina Navrátilová.

## Carriera

### 2005-2010
Gioca la prima parte dell'anno in coppia con Rennae Stubbs prima di diventare la partner di Samantha Stosur vincendo per la seconda volta gli US Open e i WTA Championships. Vincendo in doppio sei titoli, Stosur e Raymond vengono nominate ITF World Champion di doppio.
Nel 2006 Raymond e Stosur vincono 10 titoli compresi gli Open di Francia e il loro secondo WTA Championships. Vincendo l'Open di Francia Raymond diventa la tredicesima persona ad aver vinto in doppio tutti i titoli del Grande slam, completando il Career Grand Slam di categoria. Grazie alle vittorie la coppia viene nuovamente nominata ITF World Champion di doppio. Inoltre vengono nominate squadra di doppio dell'anno agli WTA Awards.
Nel 2007 la coppia vince cinque titoli. Raymond decide di ritirarsi dalla carriera nel singolare. A Stosur viene diagnosticato un virus che la costringe a saltare la seconda parte della stagione così Raymond è costretta a partecipare ai tornei con vari partner. Nonostante le due avessero giocato solo metà stagione insieme, erano comunque riuscite a qualificarsi per il WTA Championships, ma, anche a causa dell'infortunio della compagna, Raymond decide di non parteciparvi.
Nel 2008 compete con Elena Lichovceva con buoni risultati per la prima metà della stagione fino al rientro dall'infortunio, a maggio,  della Stosur, sua storica compagna di doppio. Arrivano in finale a Wimbledon e agli US Open però le perdono entrambe. Vincono comunque i titoli a Memphis e New Haven. 
Nel 2009 gareggia in coppia con Květa Peschke con cui raggiunge quattro finale e due semifinali fino all'infortunio della Peschke prima di Wimbledon, così gareggia con diversi partner e vince un titolo portando il suo totale a 68. Per questi risultati la Raymond considera questi due anni come i peggiori della sua carriera.
Nel 2010 si riunisce con Stubbs. Agli Australian Open perdono in semifinale contro Venus e Serena Williams, e raggiungono anche la semifinale nel misto. Vincono il Mercury Insurance Open di San Diego e il Cincinnati Masters qualificandosi per il WTA Championships di Doha dove perdono contro Peschke e Katarina Srebotnik.

### 2011
Inizia l'anno in coppia con Julia Görges, ma ad aprile comincia a gareggiare con Liezel Huber. Inizialmente con risultati scarsi, ma dal mese di maggio arrivano buoni risultati con i quarti di finale a Bruxelles, le semifinali del Roland Garros e Birmingham, le finali a Eastbourne e Stanford e i quarti di finale a Wimbledon e Cincinnati. Vincono il loro primo titolo a Toronto, inoltre vincono gli US Open, a Tokyo e i WTA Championships di Istanbul.

### 2012
Sempre in coppia con la Huber porta i suoi successi in doppio a 78 vincendo gli Open GDF Suez, i Qatar Ladies Open, il Dubai Tennis Championships e i BNP Paribas Open. Inoltre raggiungono le finali a Sydney, a Birmingham e a Eastbourne. In estate partecipa alle Olimpiadi di Londra dove raggiunge il quarto posto nel doppio e vince la medaglia di bronzo nel doppio misto in coppia con Mike Bryan.

## Statistiche

### Singolare

#### Vittorie (4)
| Legenda: Prima del 2009 | Legenda: Dal 2009     |
| ----------------------- | --------------------- |
| Grande Slam (0)         |                       |
| Ori Olimpici (0)        |                       |
| WTA Championships (0)   |                       |
| Tier I (0)              | Premier Mandatory (0) |
| Tier II (0)             | Premier 5 (0)         |
| Tier III (4)            | Premier (0)           |
| Tier IV & V (0)         | International (0)     |

| Numero | Data             | Torneo                                                                  | Superficie | Avversaria in finale | Punteggio        |
| 1.     | 27 ottobre 1996  | Bell Challenge, Québec                                                  | Cemento    | Els Callens          | 6–4, 6-4         |
| 2.     | 18 giugno 2000   | DFS Classic, Birmingham                                                 | Erba       | Tamarine Tanasugarn  | 6–2, 6(7)–7, 6–4 |
| 3.     | 23 febbraio 2002 | Regions Morgan Keegan Championships and the Cellular South Cup, Memphis | Cemento    | Alexandra Stevenson  | 4–6, 6–3, 7–6(9) |
| 4.     | 22 febbraio 2003 | Regions Morgan Keegan Championships and the Cellular South Cup, Memphis | Cemento    | Amanda Coetzer       | 6–3, 6–2         |

#### Finali perse (8)
| Numero | Data              | Torneo                                                                        | Superficie         | Avversaria in finale | Punteggio     |
| 1.     | 22 maggio 1994    | WTA Swiss Open, Lucerna                                                       | Terra rossa        | Lindsay Davenport    | 7–6(3), 6–4   |
| 2.     | 12 febbraio 1995  | Ameritech Cup, Chicago                                                        | Sintetico indoor   | Magdalena Maleeva    | 7–5, 7–6(2)   |
| 3.     | 6 agosto 1995     | Acura Classic, San Diego                                                      | Cemento            | Conchita Martínez    | 6–2, 6–0      |
| 4.     | 23 febbraio 1997  | Regions Morgan Keegan Championships and the Cellular South Cup, Oklahoma City | Cemento            | Lindsay Davenport    | 6–4, 6–2      |
| 5.     | 12 ottobre 1997   | Porsche Tennis Grand Prix, Filderstadt                                        | Terra rossa indoor | Martina Hingis       | 6–4, 6–2      |
| 6.     | 28 ottobre 2001   | Fortis Championships Luxembourg, Lussemburgo                                  | Cemento            | Kim Clijsters        | 6–2, 6–2      |
| 7.     | 15 settembre 2002 | Waikoloa Championships, Waikoloa                                              | Cemento            | Cara Black           | 7–6(1), 6–4   |
| 8.     | 21 febbraio 2004  | Regions Morgan Keegan Championships and the Cellular South Cup, Memphis       | Cemento indoor     | Vera Zvonarëva       | 4–6, 6–4, 7–5 |

### Doppio

#### Vittorie (79)
| Legenda: Prima del 2009 | Legenda: Dal 2009     |
| ----------------------- | --------------------- |
| Grande Slam (6)         |                       |
| Ori Olimpici (0)        |                       |
| WTA Championships (4)   |                       |
| Tier I (20)             | Premier Mandatory (1) |
| Tier II (31)            | Premier 5 (3)         |
| Tier III (8)            | Premier (4)           |
| Tier IV & V (0)         | International (2)     |

| Numero | Data              | Torneo                                                                        | Superficie         | Compagno            | Avversari in finale                            | Punteggio           |
| 1.     | 26 settembre 1993 | Nichirei International Championships, Tokyo                                   | Cemento            | Chanda Rubin        | Amanda Coetzer Linda Wild                      | 6–4, 6–1            |
| 2.     | 27 febbraio 1994  | Indian Wells Masters, Indian Wells                                            | Cemento            | Lindsay Davenport   | Manon Bollegraf Helena Suková                  | 6–2, 6–4            |
| 3.     | 5 marzo 1995      | Indian Wells Masters, Indian Wells                                            | Cemento            | Lindsay Davenport   | Arantxa Sánchez Vicario Larisa Neiland         | 2–6, 6–4, 6–3       |
| 4.     | 3 novembre 1996   | Ameritech Cup, Chicago                                                        | Sintetico indoor   | Rennae Stubbs       | Angela Lettiere Nana Miyagi                    | 6–1, 6–1            |
| 5.     | 17 novembre 1996  | Advanta Championships of Philadelphia, Filadelfia                             | Sintetico indoor   | Rennae Stubbs       | Nicole Arendt Lori McNeil                      | 6–4, 3–6, 6–3       |
| 6.     | 26 ottobre 1997   | Bell Challenge, Quebec                                                        | Cemento            | Rennae Stubbs       | Alexandra Fusai Nathalie Tauziat               | 6–4, 5–7, 7–5       |
| 7.     | 16 novembre 1997  | Advanta Championships of Philadelphia, Filadelfia                             | Sintetico indoor   | Rennae Stubbs       | Lindsay Davenport Jana Novotná                 | 6–3, 7–5            |
| 8.     | 22 febbraio 1998  | Faber Grand Prix, Hannover                                                    | Sintetico indoor   | Rennae Stubbs       | Elena Lichovceva Caroline Vis                  | 6–1, 6(4)–7, 6–3    |
| 9.     | 16 agosto 1998    | Boston Cup, Boston                                                            | Cemento            | Rennae Stubbs       | Mariaan de Swardt Mary Joe Fernández           | 6–4, 6–4            |
| 10.    | 28 febbraio 1999  | Regions Morgan Keegan Championships and the Cellular South Cup, Oklahoma City | Cemento            | Rennae Stubbs       | Amanda Coetzer Jessica Steck                   | 6–3, 6–4            |
| 11.    | 29 agosto 1999    | New Haven Open at Yale, New Haven                                             | Cemento            | Rennae Stubbs       | Elena Lichovceva Jana Novotná                  | 7–6(1), 6–2         |
| 12.    | 17 ottobre 1999   | Zurich Open, Zurigo                                                           | Cemento            | Rennae Stubbs       | Nathalie Tauziat Nataša Zvereva                | 6–2, 6–2            |
| 13.    | 24 ottobre 1999   | Kremlin Cup, Mosca                                                            | Sintetico indoor   | Rennae Stubbs       | Julie Halard-Decugis Anke Huber                | 6–1, 6–0            |
| 14.    | 14 novembre 1999  | Advanta Championships of Philadelphia, Filadelfia                             | Sintetico indoor   | Rennae Stubbs       | Chanda Rubin Sandrine Testud                   | 6–1, 7–6(2)         |
| 15.    | 30 gennaio 2000   | Australian Open                                                               | Cemento            | Rennae Stubbs       | Martina Hingis Mary Pierce                     | 6–4, 5–7, 6–4       |
| 16.    | 21 maggio 2000    | Internazionali d'Italia, Roma                                                 | Terra rossa        | Rennae Stubbs       | Arantxa Sánchez Vicario Magüi Serna            | 6–3, 4–6, 6–2       |
| 17.    | 28 maggio 2000    | WTA Madrid Open, Madrid                                                       | Terra rossa        | Rennae Stubbs       | Gala León García María Antonia Sánchez Lorenzo | 6–1, 6–3            |
| 18.    | 6 agosto 2000     | San Diego Open, San Diego                                                     | Cemento            | Rennae Stubbs       | Lindsay Davenport Anna Kurnikova               | 4–6, 6–3, 7–6(6)    |
| 19.    | 4 febbraio 2001   | Toray Pan Pacific Open, Tokyo                                                 | Cemento            | Rennae Stubbs       | Anna Kurnikova Iroda Tulyaganova               | 7–6(5), 2–6, 7–6(6) |
| 20.    | 4 marzo 2001      | State Farm Women's Tennis Classic, Scottsdale                                 | Cemento            | Rennae Stubbs       | Kim Clijsters Meghann Shaughnessy              | walkover            |
| 21.    | 22 aprile 2001    | Family Circle Cup, Charleston                                                 | Terra verde        | Rennae Stubbs       | Virginia Ruano Pascual Paola Suárez            | 5–7, 7–6(5), 6–3    |
| 22.    | 23 giugno 2001    | Eastbourne International, Eastbourne                                          | Erba               | Rennae Stubbs       | Cara Black Elena Lichovceva                    | 6–2, 6–2            |
| 23.    | 8 luglio 2001     | Wimbledon                                                                     | Erba               | Rennae Stubbs       | Kim Clijsters Ai Sugiyama                      | 6–4, 6–3            |
| 24.    | 9 settembre 2001  | US Open                                                                       | Cemento            | Rennae Stubbs       | Kimberly Po Nathalie Tauziat                   | 6–2, 5–7, 7–5       |
| 25.    | 14 ottobre 2001   | Porsche Tennis Grand Prix, Filderstadt                                        | Terra rossa indoor | Lindsay Davenport   | Justine Henin Meghann Shaughnessy              | 6–4, 6(4)–7, 7–5    |
| 26.    | 21 ottobre, 2001  | Zürich Open, Zurigo                                                           | Cemento            | Lindsay Davenport   | Sandrine Testud Roberta Vinci                  | 6–3, 2–6, 6–2       |
| 27.    | 4 novembre 2001   | WTA Championships, Monaco di Baviera                                          | Cemento            | Rennae Stubbs       | Cara Black Elena Lichovceva                    | 7–5, 3–6, 6–3       |
| 28.    | 13 gennaio 2002   | Sydney International, Sydney                                                  | Cemento            | Rennae Stubbs       | Martina Hingis Anna Kurnikova                  | walkover            |
| 29.    | 3 febbraio 2002   | Toray Pan Pacific Open, Tokyo                                                 | Cemento            | Rennae Stubbs       | Els Callens Roberta Vinci                      | 6–1, 6–1            |
| 30.    | 3 marzo 2002      | State Farm Women's Tennis Classic, Scottsdale                                 | Cemento            | Rennae Stubbs       | Cara Black Elena Lichovceva                    | 6–3, 5–7, 7–6(4)    |
| 31.    | 16 marzo 2002     | Indian Wells Masters, Indian Wells                                            | Cemento            | Rennae Stubbs       | Elena Dement'eva Janette Husárová              | 7–5, 6–0            |
| 32.    | 1º aprile 2002    | Sony Ericsson Open, Key Biscayne                                              | Cemento            | Rennae Stubbs       | Virginia Ruano Pascual Paola Suárez            | 7–6(4), 6(4)–7, 6–3 |
| 33.    | 21 aprile 2002    | Family Circle Cup, Charleston                                                 | Terra verde        | Rennae Stubbs       | Alexandra Fusai Caroline Vis                   | 6–4, 3–6, 7–6(4)    |
| 34.    | 22 giugno 2002    | Eastbourne International, Eastbourne                                          | Erba               | Rennae Stubbs       | Cara Black Elena Lichovceva                    | 6(5)–7, 7–6(6), 6–2 |
| 35.    | 28 luglio 2002    | Bank of the West Classic, Stanford                                            | Cemento            | Rennae Stubbs       | Janette Husárová Conchita Martínez             | 6–1, 6–1            |
| 36.    | 13 ottobre 2002   | Porsche Tennis Grand Prix, Filderstadt                                        | Terra rossa indoor | Lindsay Davenport   | Meghann Shaughnessy Paola Suárez               | 6–2, 6–4            |
| 37.    | 15 marzo 2003     | Indian Wells Masters, Indian Wells                                            | Cemento            | Lindsay Davenport   | Kim Clijsters Ai Sugiyama                      | 3–6, 6–4, 6–1       |
| 38.    | 20 aprile 2003    | MPS Group Championships, Ponte Vedra Beach                                    | Terra verde        | Lindsay Davenport   | Virginia Ruano Pascual Paola Suárez            | 7–5, 6–2            |
| 39.    | 21 giugno 2003    | Eastbourne International, Eastbourne                                          | Erba               | Lindsay Davenport   | Jennifer Capriati Magüi Serna                  | 6–3, 6–2            |
| 40.    | 27 luglio 2003    | Bank of the West Classic, Stanford                                            | Cemento            | Cara Black          | Yoon-Jeong Cho Francesca Schiavone             | 7–6(5), 6–1         |
| 41.    | 12 ottobre 2003   | Porsche Tennis Grand Prix, Filderstadt                                        | Terra rossa indoor | Rennae Stubbs       | Cara Black Martina Navrátilová                 | 6–2, 6–4            |
| 42.    | 2 novembre 2003   | Advanta Championships of Philadelphia, Filadelfia                             | Sintetico indoor   | Martina Navrátilová | Cara Black Rennae Stubbs                       | 6–3, 6–4            |
| 43.    | 22 maggio 2004    | WTA Austrian Open, Vienna                                                     | Terra rossa        | Martina Navrátilová | Cara Black Rennae Stubbs                       | 6–2, 7–5            |
| 44.    | 7 novembre 2004   | Advanta Championships of Philadelphia, Filadelfia                             | Sintetico          | Alicia Molik        | Liezel Huber Corina Morariu                    | 7–5, 6–4            |
| 45.    | 18 giugno 2005    | Eastbourne International, Eastbourne                                          | Erba               | Rennae Stubbs       | Elena Lichovceva Vera Zvonarëva                | 6–3, 7–5            |
| 46.    | 27 agosto 2005    | New Haven Open at Yale, New Haven                                             | Cemento            | Samantha Stosur     | Gisela Dulko Marija Kirilenko                  | 6–2, 6(6)–7, 6–1    |
| 47.    | 10 settembre 2005 | US Open                                                                       | Cemento            | Samantha Stosur     | Elena Dement'eva Flavia Pennetta               | 6–2, 5–7, 6–3       |
| 48.    | 2 ottobre 2005    | BGL Luxembourg Open, Lussemburgo                                              | Cemento            | Samantha Stosur     | Cara Black Rennae Stubbs                       | 7–5, 6–1            |
| 49.    | 16 ottobre 2005   | Kremlin Cup, Mosca                                                            | Sintetico          | Samantha Stosur     | Cara Black Rennae Stubbs                       | 6–2, 6–4            |
| 50.    | 13 novembre 2005  | WTA Championships, Los Angeles                                                | Sintetico          | Samantha Stosur     | Cara Black Rennae Stubbs                       | 6(5)–7, 7–5, 6–4    |
| 51.    | 5 febbraio 2006   | Toray Pan Pacific Open, Tokyo                                                 | Cemento            | Samantha Stosur     | Cara Black Rennae Stubbs                       | 6–2, 6–1            |
| 52.    | 25 febbraio 2006  | Regions Morgan Keegan Championships and the Cellular South Cup, Memphis       | Sintetico          | Samantha Stosur     | Viktoryja Azaranka Caroline Wozniacki          | 7–6(2), 6–3         |
| 53.    | 18 marzo 2006     | Indian Wells Masters, Indian Wells                                            | Cemento            | Samantha Stosur     | Virginia Ruano Pascual Meghann Shaughnessy     | 6–2, 7–5            |
| 54.    | 1º aprile 2006    | Sony Ericsson Open, Key Biscayne                                              | Cemento            | Samantha Stosur     | Liezel Huber Martina Navrátilová               | 6–4, 7–5            |
| 55.    | 16 aprile 2006    | Family Circle Cup, Charleston                                                 | Terra verde        | Samantha Stosur     | Virginia Ruano Pascual Meghann Shaughnessy     | 3–6, 6–1, 6–1       |
| 56.    | 10 giugno 2006    | Open di Francia                                                               | Terra rossa        | Samantha Stosur     | Daniela Hantuchová Ai Sugiyama                 | 6–3, 6–2            |
| 57.    | 8 ottobre 2006    | Porsche Tennis Grand Prix, Stoccarda                                          | Terra rossa indoor | Samantha Stosur     | Cara Black Rennae Stubbs                       | 6–3, 6–4            |
| 58.    | 29 ottobre 2006   | Generali Ladies Linz, Linz                                                    | Cemento indoor     | Samantha Stosur     | Corina Morariu Katarina Srebotnik              | 6–3, 6–0            |
| 59.    | 5 novembre 2006   | Gaz de France Stars, Hasselt                                                  | Sintetico indoor   | Samantha Stosur     | Eléni Daniilídou Jasmin Wöhr                   | 6–2, 6–3            |
| 60.    | 12 novembre 2006  | WTA Championships, Madrid                                                     | Cemento            | Samantha Stosur     | Cara Black Rennae Stubbs                       | 3–6, 6–3, 6–3       |
| 61.    | 4 febbraio 2007   | Toray Pan Pacific Open, Tokyo                                                 | Cemento            | Samantha Stosur     | Vania King Rennae Stubbs                       | 7–6(6), 3–6, 7–5    |
| 62.    | 17 marzo 2007     | Indian Wells Masters, Indian Wells                                            | Cemento            | Samantha Stosur     | Yung-Jan Chan Chia-Jung Chuang                 | 6–3, 7–5            |
| 63.    | 3 aprile 2007     | Sony Ericsson Open, Key Biscayne                                              | Cemento            | Samantha Stosur     | Cara Black Liezel Huber                        | 6–4, 3–6, [10–2]    |
| 64.    | 13 maggio 2007    | WTA German Open, Berlino                                                      | Terra rossa        | Samantha Stosur     | Tathiana Garbin Roberta Vinci                  | 6–3, 6–4            |
| 65.    | 23 giugno 2007    | Eastbourne International, Eastbourne                                          | Erba               | Samantha Stosur     | Květa Peschke Rennae Stubbs                    | 6(5)–7, 6–4, 6–3    |
| 67.    | 23 agosto 2008    | New Haven Open at Yale, New Haven                                             | Cemento            | Květa Peschke       | Sorana Cîrstea Monica Niculescu                | 4–6, 7–5, [10–7]    |
| 68.    | 18 ottobre 2009   | HP Open, Osaka                                                                | Cemento            | Chuang Chia-jung    | Chanelle Scheepers Abigail Spears              | 6–2, 6–4            |
| 69.    | 13 giugno 2010    | AEGON Classic, Birmingham                                                     | Erba               | Cara Black          | Liezel Huber Bethanie Mattek-Sands             | 6–3, 3–2 rit        |
| 70.    | 19 giugno 2010    | AEGON International, Eastbourne                                               | Erba               | Rennae Stubbs       | Květa Peschke Katarina Srebotnik               | 6–2, 2–6, [13–11]   |
| 71.    | 14 agosto 2011    | Rogers Cup, Toronto                                                           | Cemento            | Liezel Huber        | Viktoryja Azaranka Marija Kirilenko            | walkover            |
| 72.    | 11 settembre 2011 | US Open                                                                       | Cemento            | Liezel Huber        | Vania King Jaroslava Švedova                   | 4–6, 7–6(5), 7–6(3) |
| 73.    | 1º ottobre 2011   | Toray Pan Pacific Open, Tokyo                                                 | Cemento            | Liezel Huber        | Gisela Dulko Flavia Pennetta                   | 7–6(4), 0–6, [10–6] |
| 74.    | 30 ottobre 2011   | WTA Championships, Istanbul                                                   | Cemento            | Liezel Huber        | Květa Peschke Katarina Srebotnik               | 6–4, 6–4            |
| 75.    | 12 febbraio 2012  | Open GDF Suez, Parigi                                                         | Cemento            | Liezel Huber        | Anna-Lena Grönefeld Petra Martić               | 7–6(3), 6–1         |
| 76.    | 19 febbraio 2012  | Qatar Ladies Open, Doha                                                       | Cemento            | Liezel Huber        | Raquel Kops-Jones Abigail Spears               | 6–3, 6–1            |
| 77.    | 25 febbraio 2012  | Dubai Tennis Championships, Dubai                                             | Cemento            | Liezel Huber        | Sania Mirza Elena Vesnina                      | 6–2, 6–1            |
| 78.    | 17 marzo 2012     | Indian Wells Masters, Indian Wells                                            | Cemento            | Liezel Huber        | Sania Mirza Elena Vesnina                      | 6–2, 6–3            |
| 79.    | 25 agosto 2012    | New Haven Open at Yale, New Haven                                             | Cemento            | Liezel Huber        | Andrea Hlaváčková Lucie Hradecká               | 4-6, 6-0, [10-4]    |

#### Finali perse (43)
| Numero | Data              | Torneo                                            | Superficie       | Compagno                         | Avversari in finale                                | Punteggio           |
| 1.     | 5 giugno 1994     | Open di Francia                                   | Terra rossa      | Lindsay Davenport                | Gigi Fernández Nataša Zvereva                      | 6–2, 6–2            |
| 2.     | 14 agosto 1994    | LA Women's Tennis Championships, Los Angeles      | Cemento          | Jana Novotná                     | Julie Halard-Decugis Nathalie Tauziat              | 6–1, 0–6, 6–1       |
| 3.     | 5 novembre 1995   | Bell Challenge, Québec                            | Cemento          | Rennae Stubbs                    | Nicole Arendt Manon Bollegraf                      | 7–6(6), 4–6, 6–2    |
| 4.     | 26 gennaio 1997   | Australian Open                                   | Cemento          | Lindsay Davenport                | Martina Hingis Nataša Zvereva                      | 6–2, 6–2            |
| 5.     | 16 marzo 1997     | Indian Wells Masters, Indian Wells                | Cemento          | Nathalie Tauziat                 | Lindsay Davenport Nataša Zvereva                   | 6–3, 6–2            |
| 6.     | 8 giugno 1997     | Open di Francia                                   | Terra rossa      | Mary Joe Fernández               | Gigi Fernández Nataša Zvereva                      | 6–2, 6–3            |
| 7.     | 5 aprile 1998     | Family Circle Cup, Charleston                     | Terra verde      | Rennae Stubbs                    | Conchita Martínez Patricia Tarabini                | 3–6, 6–4, 6–4       |
| 8.     | 14 giugno 1998    | AEGON Classic, Birmingham                         | Erba             | Rennae Stubbs                    | Els Callens Julie Halard-Decugis                   | 2–6, 6–4, 6–4       |
| 9.     | 25 ottobre 1998   | Kremlin Cup, Mosca                                | Sintetico indoor | Rennae Stubbs                    | Mary Pierce Nataša Zvereva                         | 6–3, 6–4            |
| 10.    | 11 aprile 1999    | MPS Group Championships, Ponte Vedra Beach        | Terra verde      | Rennae Stubbs                    | Conchita Martínez Patricia Tarabini                | 7–5, 0–6, 6–4       |
| 11.    | 15 agosto 1999    | LA Women's Tennis Championships, Los Angeles      | Cemento          | Rennae Stubbs                    | Arantxa Sánchez Vicario Larisa Neiland             | 6–2, 6(5)–7, 6–0    |
| 12.    | 25 giugno 2000    | Eastbourne International, Eastbourne              | Erba             | Rennae Stubbs                    | Ai Sugiyama Nathalie Tauziat                       | 2–6, 6–3, 7–6(3)    |
| 13.    | 12 novembre 2000  | Advanta Championships of Philadelphia, Filadelfia | Sintetico indoor | Rennae Stubbs                    | Martina Hingis Anna Kurnikova                      | 6–2, 7–5            |
| 14.    | 14 gennaio 2001   | Sydney International, Sydney                      | Cemento          | Rennae Stubbs                    | Anna Kurnikova Barbara Schett                      | 6–2, 7–5            |
| 15.    | 1º aprile 2001    | Sony Ericsson Open, Key Biscayne                  | Cemento          | Rennae Stubbs                    | Arantxa Sánchez Vicario Nathalie Tauziat           | 6–0, 6–4            |
| 16.    | 26 maggio 2001    | WTA Madrid Open, Madrid                           | Terra rossa      | Rennae Stubbs                    | Virginia Ruano Pascual Paola Suárez                | 7–5, 2–6, 7–6(4)    |
| 17.    | 9 giugno 2002     | Open di Francia                                   | Terra rossa      | Rennae Stubbs                    | Virginia Ruano Pascual Paola Suárez                | 6–4, 6–2            |
| 18.    | 2 febbraio 2003   | Toray Pan Pacific Open, Tokyo                     | Cemento          | Lindsay Davenport                | Elena Bovina Rennae Stubbs                         | 6–3, 6–4            |
| 19.    | 2 marzo 2003      | State Farm Women's Tennis Classic, Scottsdale     | Cemento          | Lindsay Davenport                | Kim Clijsters Ai Sugiyama                          | 6–1, 6–4            |
| 20.    | 3 agosto 2003     | San Diego Open, San Diego                         | Cemento          | Lindsay Davenport                | Kim Clijsters Ai Sugiyama                          | 6–4, 7–5            |
| 21.    | 18 aprile 2004    | Family Circle Cup, Charleston                     | Terra verde      | Martina Navrátilová              | Virginia Ruano Pascual Paola Suárez                | 6–4, 6–1            |
| 22.    | 28 agosto 2004    | New Haven Open at Yale, New Haven                 | Cemento          | Martina Navrátilová              | Nadia Petrova Meghann Shaughnessy                  | 6–1, 1–6, 7–6(4)    |
| 23.    | 2 aprile 2005     | Sony Ericsson Open, Key Biscayne                  | Cemento          | Rennae Stubbs                    | Svetlana Kuznecova Alicia Molik                    | 7–5, 6(5)–7, 6–2    |
| 24.    | 6 novembre 2005   | Advanta Championships of Philadelphia, Filadelfia | Sintetico        | Samantha Stosur                  | Cara Black Rennae Stubbs                           | 6–4, 7–6(4)         |
| 25.    | 28 gennaio 2006   | Australian Open                                   | Cemento          | Samantha Stosur                  | Zi Yan Jie Zheng                                   | 2–6, 7–6(7), 6–3    |
| 26.    | 26 agosto 2006    | New Haven Open at Yale, New Haven                 | Cemento          | Samantha Stosur                  | Zi Yan Jie Zheng                                   | 6–4, 6–2            |
| 27.    | 21 ottobre 2007   | Zurich Open, Zurigo                               | Sintetico indoor | Francesca Schiavone              | Květa Peschke Rennae Stubbs                        | 7–5, 7–6(1)         |
| 28.    | 5 giugno 2008     | Wimbledon                                         | Erba             | Samantha Stosur                  | Serena Williams Venus Williams                     | 6–2, 6–2            |
| 29.    | 7 settembre 2008  | US Open                                           | Cemento          | Samantha Stosur                  | Cara Black Liezel Huber                            | 6–3, 7–6(6)         |
| 30.    | 21 settembre 2008 | Toray Pan Pacific Open, Tokyo                     | Cemento          | Samantha Stosur                  | Vania King Nadia Petrova                           | 6–1, 6–4            |
| 31.    | 15 febbraio 2009  | Open GDF Suez, Parigi                             | Cemento          | Květa Peschke                    | Cara Black Liezel Huber                            | 6–4, 3–6, [10–4]    |
| 32.    | 5 aprile 2009     | Sony Ericsson Open, Key Biscayne                  | Cemento          | Květa Peschke                    | Svetlana Kuznecova Amélie Mauresmo                 | 4–6, 6–3, [10–3]    |
| 33.    | 12 aprile 2009    | MPS Group Championships, Ponte Vedra Beach        | Terra verde      | Květa Peschke                    | Chuang Chia-jung Sania Mirza                       | 6–3, 4–6, [10–7]    |
| 34.    | 16 maggio 2009    | Mutua Madrileña Madrid Open, Madrid               | Terra rossa      | Květa Peschke                    | Cara Black Liezel Huber                            | 4–6, 6–3, [10–6]    |
| 35.    | 8 agosto 2010     | Mercury Insurance Open, San Diego                 | Cemento          | Rennae Stubbs                    | Marija Kirilenko Zheng Jie                         | 6–4, 6–4            |
| 36.    | 15 agosto 2010    | Cincinnati Masters, Cincinnati                    | Cemento          | Rennae Stubbs                    | Viktoryja Azaranka Marija Kirilenko                | 7–6(4), 7–6(8)      |
| 37.    | 18 giugno 2011    | AEGON International, Eastbourne                   | Erba             | Liezel Huber                     | Květa Peschke Katarina Srebotnik                   | 6–3, 6–0            |
| 38.    | 31 luglio 2011    | Bank of the West Classic, Stanford                | Cemento          | Liezel Huber                     | Viktoryja Azaranka Marija Kirilenko                | 6–1, 6–3            |
| 39.    | 13 gennaio 2012   | Sydney International, Sydney                      | Cemento          | Liezel Huber                     | Květa Peschke Katarina Srebotnik                   | 6–1, 4–6, [13–11]   |
| 40.    | 18 giugno 2012    | AEGON Classic, Birmingham                         | Erba             | Liezel Huber                     | Tímea Babos Hsieh Su-wei                           | 7–5, 6(2)–7, [10–8] |
| 41.    | 23 giugno 2012    | AEGON International, Eastbourne                   | Erba             | Liezel Huber                     | Nuria Llagostera Vives María José Martínez Sánchez | 6–4, rit.           |
|        | 5 agosto 2012     | 4º posto ai Giochi Olimpici, Londra               | Erba             | Liezel Huber                     | Marija Kirilenko Nadia Petrova                     | 4–6, 6–4, 6–1       |
| 42.    | 31 marzo 2013     | Sony Ericsson Open, Miami                         | Cemento          | Katarina Srebotnik Nadia Petrova | Laura Robson                                       | 6–1, 7–6(2)         |
| 43.    | 11 gennaio 2014   | Moorilla Hobart International, Hobart             | Cemento          | Zhang Shuai                      | Monica Niculescu Klára Zakopalová                  | 6–2, 6(5)–7, [10–8] |

### Doppio misto

#### Vittorie (5)
| Anno | Torneo                            | Partner           | Avversari in finale              | Punteggio        |
| 1996 | US Open                           | Patrick Galbraith | Manon Bollegraf Rick Leach       | 7–6(6), 7–6(4)   |
| 1999 | Wimbledon                         | Leander Paes      | Anna Kurnikova Jonas Björkman    | 6–4, 3–6, 6–3    |
| 2002 | US Open                           | Mike Bryan        | Katarina Srebotnik Bob Bryan     | 7–6(9), 7–6(1)   |
| 2003 | Open di Francia                   | Mike Bryan        | Elena Lichovceva Mahesh Bhupathi | 6–3, 6–4         |
| 2012 | Wimbledon                         | Mike Bryan        | Elena Vesnina Leander Paes       | 6–3, 5–7, 6–4    |
| 2012 | Bronzo ai Giochi Olimpici, Londra | Mike Bryan        | Sabine Lisicki Christopher Kas   | 6–3, 4–6, [10–4] |

#### Finali perse (5)
| Anno | Torneo          | Partner           | Avversari in finale               | Punteggio        |
| 1997 | Open di Francia | Patrick Galbraith | Rika Hiraki Mahesh Bhupathi       | 6–4, 6–1         |
| 1998 | US Open         | Patrick Galbraith | Serena Williams Maks Mirny        | 6–2, 6–2         |
| 2001 | US Open         | Leander Paes      | Rennae Stubbs Todd Woodbridge     | 6–4, 5–7, [11–9] |
| 2010 | Wimbledon       | Wesley Moodie     | Cara Black Leander Paes           | 6–4, 7–6(5)      |
| 2013 | Wimbledon       | Bruno Soares      | Kristina Mladenovic Daniel Nestor | 5–7, 6–2, 8–6    |

### Risultati in progressione
| Sigla | Risultato               |
| ----- | ----------------------- |
| V     | Vincitore               |
| F     | Finalista               |
| SF    | Semifinalista           |
| O     | Oro olimpico            |
| A     | Argento olimpico        |
| SF    | Bronzo olimpico         |
| QF    | Quarti di Finale        |
| 4T    | Quarto turno            |
| 3T    | Terzo turno             |
| 2T    | Secondo turno           |
| 1T    | Primo turno             |
| RR    | Round Robin             |
| LQ    | Turno di qualificazione |
| A     | Assente                 |
| ND    | Non disputato           |

| Legenda superfici    |
| -------------------- |
| Cemento              |
| Terra battuta        |
| Erba                 |
| Superficie variabile |

#### Singolare nei tornei del Grande Slam
| Torneo          | 1989 | 1990 | 1991 | 1992 | 1993 | 1994 | 1995 | 1996 | 1997 | 1998 | 1999 | 2000 | 2001 | 2002 | 2003 | 2004 | 2005 | 2006 | 2007 | 2008 | 2009 | 2010 | 2011 | 2012 | 2013 | 2014 |
| --------------- | ---- | ---- | ---- | ---- | ---- | ---- | ---- | ---- | ---- | ---- | ---- | ---- | ---- | ---- | ---- | ---- | ---- | ---- | ---- | ---- | ---- | ---- | ---- | ---- | ---- | ---- |
| Australian Open | A    | A    | A    | A    | A    | 2T   | 3T   | 1T   | 2T   | 3T   | 1T   | 2T   | 1T   | 3T   | 2T   | QF   | 3T   | 1T   | A    | A    | A    | A    | A    | A    | A    | A    |
| Open di Francia | A    | A    | A    | A    | A    | 1T   | A    | 1T   | 4T   | 1T   | 1T   | 2T   | 1T   | 1T   | 2T   | 2T   | 1T   | 1T   | A    | A    | A    | A    | A    | A    | A    | A    |
| Wimbledon       | A    | A    | A    | A    | 4T   | 1T   | 4T   | 2T   | 2T   | 1T   | 4T   | QF   | 3T   | 4T   | 3T   | 2T   | 1T   | 2T   | A    | A    | A    | A    | A    | A    | A    | A    |
| US Open         | 1T   | 1T   | A    | 2T   | 2T   | 3T   | 2T   | 4T   | 2T   | 3T   | 2T   | 3T   | 3T   | 3T   | 2T   | 3T   | 2T   | 1T   | A    | A    | A    | A    | A    | A    | A    | A    |

#### Doppio nei tornei del Grande Slam
| Torneo          | 1989 | 1990 | 1991 | 1992 | 1993 | 1994 | 1995 | 1996 | 1997 | 1998 | 1999 | 2000 | 2001 | 2002 | 2003 | 2004 | 2005 | 2006 | 2007 | 2008 | 2009 | 2010 | 2011 | 2012 | 2013 | 2014 |
| --------------- | ---- | ---- | ---- | ---- | ---- | ---- | ---- | ---- | ---- | ---- | ---- | ---- | ---- | ---- | ---- | ---- | ---- | ---- | ---- | ---- | ---- | ---- | ---- | ---- | ---- | ---- |
| Australian Open | A    | A    | A    | A    | A    | 3T   | SF   | QF   | F    | SF   | SF   | V    | 1T   | SF   | SF   | 2T   | 2T   | F    | SF   | 1T   | 3T   | SF   | 3T   | QF   | 2T   | 3T   |
| Open di Francia | A    | A    | A    | A    | A    | F    | A    | 3T   | F    | 1T   | 1T   | 3T   | SF   | F    | 3T   | SF   | QF   | V    | SF   | 3T   | 3T   | 3T   | SF   | 1T   | A    | 3T   |
| Wimbledon       | A    | A    | A    | A    | A    | 3T   | 1T   | 3T   | QF   | SF   | 3T   | SF   | V    | QF   | SF   | SF   | 1T   | 3T   | SF   | F    | 1T   | QF   | QF   | SF   | 2T   | 2T   |
| US Open         | A    | 2T   | A    | A    | 2T   | QF   | 3T   | 2T   | 3T   | SF   | 3T   | QF   | V    | 3T   | 2T   | QF   | V    | A    | 3T   | F    | 1T   | QF   | V    | 3T   | 3T   | 3T   |

#### Doppio misto nei tornei del Grande Slam
| Torneo          | 1989 | 1990 | 1991 | 1992 | 1993 | 1994 | 1995 | 1996 | 1997 | 1998 | 1999 | 2000 | 2001 | 2002 | 2003 | 2004 | 2005 | 2006 | 2007 | 2008 | 2009 | 2010 | 2011 | 2012 | 2013 | 2014 |
| --------------- | ---- | ---- | ---- | ---- | ---- | ---- | ---- | ---- | ---- | ---- | ---- | ---- | ---- | ---- | ---- | ---- | ---- | ---- | ---- | ---- | ---- | ---- | ---- | ---- | ---- | ---- |
| Australian Open | A    | A    | A    | A    | A    | A    | QF   | SF   | QF   | QF   | 1T   | 1T   | 2T   | 2T   | 2T   | QF   | A    | 2T   | QF   | 2T   | 1T   | SF   | 1T   | QF   | A    | 2T   |
| Open di Francia | A    | A    | A    | A    | A    | 3T   | A    | 2T   | F    | 3T   | QF   | 3T   | QF   | 2T   | V    | 1T   | QF   | 1T   | QF   | 1T   | 2T   | 1T   | 1T   | 1T   | QF   | 1T   |
| Wimbledon       | A    | A    | A    | A    | A    | 3T   | 1T   | 1T   | 2T   | 1T   | V    | 3T   | 3T   | QF   | QF   | 2T   | SF   | 3T   | 2T   | 3T   | 3T   | F    | 2T   | V    | F    | A    |
| US Open         | A    | 1T   | A    | A    | A    | 1T   | 1T   | V    | SF   | F    | 2T   | 1T   | F    | V    | QF   | 2T   | 2T   | 1T   | 1T   | 2T   | QF   | 3T   | 2T   | 1T   | 2T   | 1T   |